# Phoenix Studio
Phoenix Studio est un studio indépendant de développement de jeux vidéo français fondé en 2004 à Lyon par deux membres historiques de Doki Denki : le game-designer Marc Albinet et son ancien directeur général, Pierre Mousson.
Phoenix développera plusieurs jeux à licence en partenariat avec Disney Interactive et Ubisoft Entertainment, ainsi que des créations originales. Entre 2007 et 2010, le studio comptera plus de 70 collaborateurs.
Phoenix construira une politique d’innovation et de recherche aux côtés d’acteurs comme l’industriel Bruno Bonnell et le chercheur Nicolas Nova. Il fera également partie des membres fondateurs du Syndicat National du Jeu Vidéo et participera activement à la construction du cluster lyonnais.
La société est toujours en activité en 2022.

## Histoire

### Fondation et continuité avec Doki Denki
En mars 2004, le tribunal de commerce de Lyon prononce la liquidation judiciaire de Doki Denki, considéré alors comme « l’un des plus grands studios indépendants de développement de jeux vidéo en France ».
En avril, l'histoire continue cependant pour les personnes-clés de Doki Denki qui seront recrutées au sein de Phoenix Studio, nouvelle structure co-fondée par Marc Albinet, lead game-designer des origines, et Pierre Mousson, directeur général et acteur stratégique de la réorganisation du studio.
Phoenix Studio signe d’ailleurs son premier jeu dans l’univers de Winnie L’Ourson et rassemble aux crédits les mêmes personnes-clés qui ont réalisé La Chasse au Miel de Tigrou, succès international de Doki Denki sorti en 2001 : Bénédicte Peyrusse, Denis Dufour, Emre Yaliniz, Olivier Gaudino ou encore Pascal Stradella.
Marc Albinet, lead game-designer du jeu, publiera en 2010 Concevoir un jeu vidéo, manuel devenu l’un des ouvrages de référence des formations de game-design en France et enseignera dans des organismes de formation dédiés au jeu vidéo, comme l’école de graphisme Emile Cohl et l’ENJMIN à Angoulême.

### Positionnement et philosophie
Les équipes de Phoenix réussissent à fidéliser des clients comme Disney et Ubisoft grâce au respect des licences qui leur sont confiées : Winnie L’Ourson, Arthur et les Minimoys ou Alexandra Ledermann, qui totalisera plus d’1 million de jeux vendus en 2009.
Dans la continuité de Doki Denki, Phoenix Studio renforce ainsi son expertise dans les jeux pour enfants, avec un positionnement géographique orienté vers l’Europe et les États-Unis, et marque sa volonté de créer des jeux éthiques et responsables, « tant au niveau du contenu que du plaisir ludique engendré par ces jeux ».
En 2008, aux côtés des jeux à licence, le studio signera une création, Planète Nature : Au secours de l'Ile Tropicale, un jeu pour enfants mettant la cause environnementale et la défense des animaux au cœur de ses mécaniques de jeu.

### La place du game-design
Le studio attache une grande attention au game design, qu’il considérera alors comme un métier à part entière et placera au cœur des productions. En 1999, le jeu vidéo était à l’époque « l’exploration d’une nouvelle frontière », et le métier de développeur s’acquérait de manière empirique et itérative. « Si aujourd’hui la notion de système de jeu est considérée comme acquise, il n’en a pas toujours été ainsi ». Dans cette approche métier défendue par Phoenix, le game designer devient ainsi le « réalisateur » du jeu.
Les équipes de Doki Denki puis Phoenix se sont adaptées pendant une décennie à l’accroissement des ressources nécessaires à l’élaboration d’un jeu : la complexité croissante des chaînes de production en 3D temps réel, la recherche du réalisme, les évolutions des représentations graphiques, l’agrandissement des équipes de production et la transformation de la narration.
« Phoenix a su amener dans cet univers des pratiques peu courantes à l’époque » : methode agile, prototypage expérimental, étude des comportements utilisateurs.

### Dans d'autres médias
En 2005, le studio est crédité à la sélection officielle du festival international du court-métrage de Clermont-Ferrand pour IbaQsha, les irradiés, un documentaire réalisé par Stéphane Stradella, en co-production avec By Us Publishing. Il s’agit d’un docu-fiction issu du reportage photo de Gérard Rancinan où l'on découvre le témoignage en images des derniers rescapés de la bombe larguée sur Hiroshima en août 1945.
En 2009, Phoenix Studio apparaît parmi les finalistes de l’appel à projets du Transmedia Lab d’Orange pour une série d’animation destinée aux adolescents : Le Blog de June. La même année, le projet apparaît au Festival international du film d’animation d’Annecy.

### Politique de recherche et d'innovation
Au-delà de la production vidéoludique, Phoenix Studio s’est démarqué par une volonté de construire une politique de recherche et d’innovation.
Cette politique s’est structurée autour de deux axes : la création d’un département de recherche et développement technologique, et un laboratoire d’étude des usages réunissant le chercheur en sciences cognitives et socio-anthropologue Nicolas Nova, et Xavier Décoret, docteur en informatique.
Les recherches en sciences cognitives réalisées par Phoenix Interactive portent alors sur le domaine de l’ergonomie, de la psychologie et de l’apprentissage, de façon à ce que les jeux respectent, dans le design de leurs mécaniques ludiques, les grandes étapes du développement de l’enfant :
- Étude de la manette de jeu qui devient le prolongement de la main de l’enfant.
- La rapidité de la courbe d’apprentissage.
- L’adaptation de la pédagogie en lui donnant ce dont il a besoin grâce à une Interaction Humain-Machine bien réglée[22].

En 2010, Phoenix Studio apparaît aux côtés de la société SOROBOT de Bruno Bonnell parmi les lauréats de l’appel à projets “Serious Game” de Nathalie Kosciusko-Morizet pour le projet Edubot.
Le studio est également crédité pour le projet technologique Convergence, visant à créer un nouveau système d’acquisition, de traitement et de restitution de l’image basée sur les outils et les compétences du cinéma pour des applications interactives.

### Structuration de la filière et du cluster
Eric Pieronne, directeur financier chez Phoenix, participe en 2006 à co-construire aux côtés de onze autres studios une convention collective commune à tous les acteurs du jeu vidéo en France.
Phoenix fera également partie des membres fondateurs du Syndicat National du Jeu Vidéo, organisation patronalecréée en 2008 dans la continuité de l’APOM.
En 2009, le Président du studio intervient auprès du Centre national du cinéma et de l’image animée pour une étude de référence sur la propriété intellectuelle et la création dans le jeu vidéo.
Enfin, le chercheur Bruno Lusso, géographe et historien expert des dynamiques territoriales du secteur de l’image en mouvement, cite Phoenix parmi les acteurs impactants du cluster lyonnais du jeu vidéo, aux côtés d’Imaginove, pôle de compétitivité dissous en 2018, dont les activités furent reprises l’année suivante par le pôle Minalogic de Grenoble.

### Crise financière et «parcours du combattant»
En novembre 2009, le blog Gamekult s’interroge sur la situation de Phoenix, avançant même que le studio aurait déposé le bilan. L’information sera remise en cause par le journal économique La Tribune : un dossier du 8 octobre 2013 évoque alors trois années de contrôles fiscaux et le « parcours du combattant » de Phoenix Interactive avec le Crédit d’Impôt Recherche, « objet de critiques récurrentes parmi les entrepreneurs ». Toujours d'après l'article, l’aventure se serait cependant « bien terminée » pour le studio et son dirigeant, Pierre Mousson.
Peu de communications subsistent de cette période, marquée par une crise économique mondiale. La crise des subprimes en 2008 provoque la stagnation, puis une baisse extrêmement forte de la valeur de ces sociétés, à l'instar de l'ensemble des valeurs cotées. Elle débouchera sur la crise bancaire et financière de l’automne 2008.
En 2013, un rapport sénatorial intitulé « Jeux vidéo : une industrie culturelle innovante pour nos territoires » évoque une crise industrielle et une « hécatombe parmi les studios » avec la disparition de Darkworks, Beyond the Pillars, Load Inc, Mad Monkey Studio ou encore Mindscape.
Alors considéré comme l’un des « 10 plus importants studios de développement de jeux vidéo français » et embauchant plus de 70 salariés entre 2007 et 2010, il semblerait que Phoenix Studio ait rencontré, comme de nombreux studios indépendants, des difficultés à partir des années 2010. La société aurait cependant survécu à la crise.
En 2022, la société est toujours en activité.

## Jeux développés
- 2005 : Winnie l'ourson : À la recherche des souvenirs oubliés (PlayStation 2, GameCube, Game Boy Advance)
- 2005 : Peter Jackson’s King Kong: The Official Game of the Movie (PlayStation Portable)
- 2007 : Alexandra Ledermann : Le Haras de la vallée (Wii, PlayStation 2)
- 2008 : Alexandra Ledermann : La Colline aux chevaux sauvages (Wii, PC, PSP, Nintendo DS)
- 2008 : Famille en Folie ! Ciné Studios Party (Wii)
- 2008 : Planète Nature : Au secours de l'Ile Tropicale (Nintendo DS)
- 2009 : Arthur et la Vengeance de Maltazard (PlayStation 3, Wii, PC, Nintendo DS)